# Andrzej Antoni Wiśniewski
Andrzej Antoni Wiśniewski (ur. 16 listopada 1948 w Starym Barkoczynie, zm. 18 stycznia 2014) – polski chemik, profesor nauk chemicznych, nauczyciel akademicki Uniwersytetu Gdańskiego.

## Życiorys
W 1971 ukończył chemię na Uniwersytecie Gdańskim, od 1972 pracował Zakładzie Chemii Wyższego Seminarium Nauczycielskiego, a następnie w Instytucie Chemii Wydziału Matematyki, Fizyki i Chemii UG. W 1993 roku habilitował się, od 1996 był profesorem Uniwersytetu Gdańskiego, od marca 2002 profesorem tytularnym, a od 2004 – profesorem zwyczajnym.
Był dziekanem Wydziału Chemii Uniwersytetu Gdańskiego w latach 2008–2012.